# Definición
Una definición es una proposición o conjunto de proposiciones que exponen de manera unívoca y con precisión la comprensión de un concepto, término o dicción o –si consta de dos o más palabras– de una expresión o locución. Aspira a determinar, por escrito u oralmente, de modo claro y exacto, las cualidades esenciales del tema de que se trate.
Desde un punto de vista una "definición" bien construida debería ser una "determinación o delimitación conceptual de lo que es esencial en un ente, que no supone necesariamente comprobación empírica. Es también, junto con la división y demostración, uno de los procedimientos generales utilizados por la ciencia".

## Etimología
El vocablo definición deriva del caso genitivo latino dēfĭnītĭōnis: del fin (nominativo dēfĭnītĭo). Es decir: denota delimitación de un límite del significado

## Definición en sentido clásico
En la doctrina clásica aristotélica se establece que, como norma general, una definición ha de incluir:
- Género. La clase a la que pertenecen los objetos, ideas o seres vivientes designados mediante el término definido.
- Diferencia específica. Las características diferenciales de esa clase. Por ejemplo, en la definición de lápiz: instrumento de escritura formado por una barra de grafito envuelta en madera, la primera parte: instrumento de escritura [...] es el género, y la segunda: [...] formado por una barra de grafito envuelta en madera es la diferencia específica.

Las reglas principales para enunciar una definición son:
- Mayor aproximación posible a su tipificación (de género y especie).
- Diferenciación. Se deben describir las características que le sean inherentes.

## Definiciones dedefinición
Una definición puede ser cualquier declaración acerca de:
- Propiedades (cualidades) de cierta cosa, persona, animal, planta o idea.
- Una declaración de equivalencia entre un término y su significado. Término y significado no son mutuamente excluyentes, ni equivalentes, sino complementarios.

Tipos y técnicas de definición
- Lexicológica o de diccionario. Se aporta el significado del término en lenguaje común, lo más sencillo posible, para que su comprensión sea accesible a un público máximo. Una definición lexical es:

1. Básicamente descriptiva: se informa el uso del término entre los hablantes de un idioma.
2. No prescriptiva: se trata de precisar qué es «correcto», sin considerar el uso real del término.

Las definiciones lexicológicas tienden a ser inclusivas: se trata de captar todo a lo que se aplica el término. Por ello, para muchos propósitos a menudo resultan demasiado vagas.
- Intencional. Únicamente se proporcionan todas las propiedades requeridas para que un objeto esté comprendido dentro de la demarcación de la palabra definida.

- Extensiva o extensional. En el significado de un término se incluyen todos los entes que pertenecen a la clase indicada por el término.

Ejemplo: «Océano» sería una lista de todos los océanos de la Tierra.
- Ostensiva. Se suministran ejemplos de lo que se define. La ostensividad tiende a ser imprecisa, no muy útil cuando no se conoce la naturaleza general del vocablo definido. Se emplea cuando se dificulta encontrar palabras descriptivas o si se destina a niños. Estos aprenden gran parte de su lenguaje de manera ostensiva.

Ejemplo: «Rojo», para mencionar o señalar manzanas, señales de tráfico rojas, rosas rojas.
- Estipulativa. A un término nuevo o preexistente se le otorga un nuevo significado para los propósitos de un argumento o de una discusión en un contexto dado. Como cuando se dice: «para este caso concreto estipulemos que [...]». Muchos defensores de opiniones controvertidas o beligerantes utilizan definiciones estipulativas para vincular connotaciones emocionales o de otro tipo al significado que desearían que tuviese la definición.

Ejemplo: «Supongamos que entendemos por amor el deseo de morir por alguien», o «para los propósitos de este argumento definiremos como “estudiante” a toda persona menor de 18 años matriculada en un colegio local».
- Operacional. Es particularmente útil en mecánica cuántica, física estadística o relatividad. Se hace una definición operacional de una cantidad mediante referencia al proceso específico por el cual se obtiene su medición.

Ejemplo: En física se emplea en lo relacionado con temperatura, masa, tiempo y determinación de otras magnitudes.
En psicología se puede necesitar una definición operacional para determinar los conceptos «inteligente», «debilidad mental» o «idiocia». Para ello es preciso recurrir a cifras de cociente intelectual.
- Teórica. Se aporta el significado de una palabra en los términos de las teorías de una disciplina determinada. Se supone conocimiento y aceptación de la teoría correspondiente. Las definiciones teóricas son comunes en contextos científicos, donde tienden a estar más precisamente descritas y los resultados se aceptan más ampliamente como correctos. Definir los colores por medio de las longitudes de onda que reflejan los objetos presupone conocimiento de la teoría ondulatoria de la luz.

En estos casos es improbable que a la definición la contradiga otra definición, basada en otra teoría. Sin embargo, en áreas como la filosofía o las ciencias sociales las definiciones teóricas de un concepto se contradicen frecuentemente.
Ejemplo: el concepto de «dialecto» es diferente, según se defina desde una base antropológica o filológica. La definición de «idioma valenciano» es diferente si se asume la teoría de unidad de la lengua catalana o si se supone la teoría de independencia de la lengua valenciana.
- Definición persuasiva. Se trata de constituir un argumento a favor de una posición posiblemente aviesa (en oposición de una definición lexicológica, que tiende a ser neutral para que sea útil a la mayor cantidad posible de personas). Si a una definición se le reconoce como persuasiva se le deja de aceptar como legítima. Frecuentemente se le considera falaz. Ejemplo:

En su Diccionario del diablo, Ambrose Bierce incluyó enormes cantidades de definiciones persuasivas, como «Espalda: Parte del cuerpo de un amigo que uno tiene el privilegio de contemplar en la adversidad».
- Definición por género y diferencia. Es un tipo de definición intencional (descrita anteriormente) en la que primero se define el género al que pertenece el objeto o idea y después se mencionan las diferencias específicas (no necesariamente zoológica o botánica), con respecto a otras especies del mismo género. Aunque parece limitarse a la taxonomía, en realidad ocurre en muchas otras definiciones de la vida diaria.

Ejemplo: «coupé o cupé: automóvil de dos volúmenes, uno delantero para el motor y uno trasero para el pasaje y el equipaje». Primero se especifica que pertenece al género automóvil. Después se mencionan las características particulares de los cupés.
- Definición circular. Se presume comprensión previa del término definido. Ejemplo:

Roble. Árbol que crece a partir de una bellota.
Bellota. Nuez producida por un árbol de roble.
A definiciones de este tipo se les critica mucho porque hay casos de cadenas circulares de muchos eslabones, de modo que finalmente la consulta queda irresoluta. Son decepcionantes, sobre todo para quienes solo hablan otros idiomas.
- Definición precisadora. Definiciones de esta índole se utilizan en contextos donde la vaguedad de una definición lexicológica implicaría un problema. Difieren de la estipulativa en razón de que en la precisadora se ha de no contradecir la definición lexical. En cambio en la estipulativa sí es admisible o tolerable. Muchas definiciones legales así como las políticas de las compañías son precisadoras.

Ejemplo: una definición lexical de «estudiante» podría ser «persona que estudia». Pero un museo que aplique descuentos a estudiantes necesitaría criterios mucho más precisos y restrictivos, tales como «Persona de edad inferior a 18 años matriculada en un colegio público o privado».
- Definición negativa (obvia contraposición a la definición positiva). Se precisa lo que no es determinado fenómeno, ente, etcétera. Ejemplos:

Paz es ausencia de guerra.

## Requisitos o exigencias de una definición científica

### Informal
- Mínimas posibilidades de interpretación diferentes: lenguaje preciso, que satisfaga la propiedad idiomática del estilo literario.
- Sencillez óptima.
- No contener:

1. Reglas de excepción.
2. La palabra que define, ni derivados de ésta.

La no inclusión del concepto o de la expresión, ni de sus derivados, debería ser extensiva a todas las definiciones, pues por su inserción se incurre en pleonasmo (redundancia), que es equivalente a perogrullada. No se logra el propósito, y deviene en una variante más estrecha de una definición circular. Por desgracia es una «práctica» muy común.

### Formal
Una definición formal de un objeto matemático es un conjunto de condiciones tales que:
1. o bien permiten construir un objeto del tipo definido.
2. o bien permiten determinar en un número finito de pasos si un determinado objeto pertenece a la clase del objeto definido.

Obviamente una definición formal se hace en el marco de una teoría matemática en la que por tanto se parte de la existencia de determinados objetos. La definición establece restricciones sobre las propiedades de dichos objetos de tal manera que el objeto definido sea una clase bien determinada.